# Per Lindholm
Per Lindholm (vollständiger Name: Per Göran Christer Lindholm, * 13. Juni 1953 in Hässleholm, Schweden) ist ein ehemaliger schwedischer Ringkämpfer. Er nahm an den Olympischen Sommerspielen der Jahre 1972 und 1976 teil. Er trat in der Gewichtsklasse Bantamgewicht an.